# Orvilliers
Orvilliers – miejscowość i gmina we Francji, w regionie Île-de-France, w departamencie Yvelines.
Według danych na rok 1990 gminę zamieszkiwało 479 osób, a gęstość zaludnienia wynosiła 81 osób/km² (wśród 1287 gmin regionu Île-de-France Orvilliers plasuje się na 821. miejscu pod względem liczby ludności, natomiast pod względem powierzchni na miejscu 617.).